# Campeonato Europeu de Ginástica Artística de 1996 - Resultados masculinos
Os resultados masculinos do Campeonato Europeu de Ginástica Artística de 1996 contaram com todas as provas.

## Resultados

### Individual geral
Finais
| Pos.              | Ginasta      | País                  | Pontos |
| ----------------- | ------------ | --------------------- | ------ |
| Medalha de ouro   | Bielorrússia | Ivan Ivankov          | 57,898 |
| Medalha de prata  | Bielorrússia | Vitaly Scherbo        | 57,874 |
| Medalha de bronze | Rússia       | Alexei Voropaev       | 57,536 |
| 4                 | Bulgária     | Jordan Jovtchev       | 57,199 |
| 5                 | Itália       | Juri Chechi           | 56,762 |
| 6                 | Hungria      | Zoltan Supola         | 56,600 |
| 7                 | França       | Patrice Casimir       | 56,524 |
| 8                 | Ucrânia      | Alexandre Svetlichnyi | 56,374 |
| 9                 | Croácia      | Alexei Demianov       | 56,274 |
| 10                | Rússia       | Dmitri Karbonenko     | 56,150 |
| 11                | Roménia      | Cristian Leric        | 55,837 |
| 12                | Geórgia      | Ilia Giorgadze        | 55,225 |
| 13                | Bélgica      | Jurgen van Eetvelt    | 54,825 |
| 14                | Chéquia      | Jiri Firt             | 55,650 |
| 14                | Reino Unido  | Lee McDermott         | 54,650 |
| 16                | Israel       | Ayalon Yuval          | 54,550 |
| 17                | Dinamarca    | Rasmus Brandtoft      | 54,425 |
| 18                | Áustria      | Thomas Zimmermann     | 54,150 |
| 19                | Noruega      | Flemming Solberg      | 54,100 |
| 19                | Suécia       | Magnus Rosengren      | 54,100 |
| 21                | Noruega      | Espen Jansen          | 53,925 |
| 22                | Reino Unido  | Domic Brindle         | 35,500 |
| 23                | Suíça        | Michael Engeler       | 35,200 |
| 24                | Alemanha     | Valeri Belenki        | 17,800 |

| Pos.              | País         | Ginasta               | Pts   |
| ----------------- | ------------ | --------------------- | ----- |
| Medalha de ouro   | Bielorrússia | Vitaly Scherbo        | 9,800 |
| Medalha de prata  | Rússia       | Eugeni Podgorni       | 9,725 |
| Medalha de bronze | Ucrânia      | Grigory Misutin       | 9,687 |
| 4                 | França       | Thierry Aymes         | 9,650 |
| 5                 | Bielorrússia | Vitaly Rudnitski      | 9,625 |
| 6                 | Rússia       | Alexei Voropaev       | 9,612 |
| 7                 | Ucrânia      | Alexandre Svetlichnyi | 9,275 |
| 8                 | Suécia       | Magnus Rosengren      | 9,000 |

| Pos.              | País         | Ginasta           | Pts   |
| ----------------- | ------------ | ----------------- | ----- |
| Medalha de ouro   | Suíça        | Vitaly Scherbo    | 9,812 |
| Medalha de prata  | Bielorrússia | Ivan Ivankov      | 9,750 |
| Medalha de bronze | França       | Patrice Casimir   | 9,712 |
| 4                 | França       | Eric Poujade      | 9,700 |
| 4                 | Bielorrússia | Andrei Kan        | 9,700 |
| 6                 | Rússia       | Zoltan Supola     | 9,687 |
| 7                 | Bulgária     | Kalofer Hristozov | 9,575 |
| 8                 | Rússia       | Dmitri Karbonenko | 9,075 |

| Pos.             | País         | Ginasta               | Pts   |
| ---------------- | ------------ | --------------------- | ----- |
| Medalha de ouro  | Itália       | Juri Chechi           | 9,837 |
| Medalha de prata | Bulgária     | Jordan Jovtchev       | 9,750 |
| Medalha de prata | Alemanha     | Marius Toba           | 9,750 |
| 4                | Bielorrússia | Ivan Ivankov          | 9,737 |
| 5                | Roménia      | Nistor Sandro         | 9,600 |
| 5                | Alemanha     | Valeri Belenki        | 9,600 |
| 7                | Rússia       | Alexei Voropaev       | 9,575 |
| 8                | Ucrânia      | Alexandre Svetlichnyi | 9,475 |

| Pos.              | País         | Ginasta           | Pts   |
| ----------------- | ------------ | ----------------- | ----- |
| Medalha de ouro   | Bielorrússia | Vitaly Scherbo    | 9,643 |
| Medalha de prata  | Suíça        | Dieter Rehm       | 9,556 |
| Medalha de bronze | Roménia      | Cristian Leric    | 9,512 |
| 4                 | Rússia       | Alexei Voropaev   | 9,437 |
| 5                 | França       | Samuel Dumont     | 9,425 |
| 6                 | Suécia       | Magnus Rosengren  | 9,406 |
| 7                 | Hungria      | Zoltan Supola     | 9,400 |
| 8                 | Rússia       | Dmitri Karbonenko | 9,162 |

| Pos.              | País         | Ginasta         | Pts   |
| ----------------- | ------------ | --------------- | ----- |
| Medalha de ouro   | Bielorrússia | Vitaly Scherbo  | 9,725 |
| Medalha de ouro   | Ucrânia      | Rustam Chapirov | 9,725 |
| Medalha de bronze | Bielorrússia | Ivan Ivankov    | 9,712 |
| 4                 | Alemanha     | Valeri Belenki  | 9,650 |
| 5                 | Bulgária     | Ivan Ivanov     | 9,575 |
| 6                 | Roménia      | Nistor Sandro   | 9,550 |
| 7                 | Itália       | Juri Chechi     | 9,487 |
| 8                 | Croácia      | Alexei Demianov | 9,475 |

| Pos.              | País         | Ginasta               | Pts   |
| ----------------- | ------------ | --------------------- | ----- |
| Medalha de ouro   | Bielorrússia | Krasimir Dounev       | 9,762 |
| Medalha de ouro   | Ucrânia      | Alexei Voropaev       | 9,762 |
| Medalha de bronze | Bielorrússia | Vitaly Scherbo        | 9,725 |
| Medalha de bronze | Ucrânia      | Alexandre Svetlichnyi | 9,725 |
| 5                 | Espanha      | Omar Cortes           | 9,675 |
| 5                 | Roménia      | Sergei Charkov        | 9,675 |
| 7                 | Hungria      | Zoltan Supola         | 9,650 |
| 8                 | Itália       | Boris Preti           | 9,612 |

### Equipes
Finais
| Posição           | País         | Total   |
| ----------------- | ------------ | ------- |
| Medalha de ouro   | Rússia       | 171,885 |
| Medalha de prata  | Ucrânia      | 171,285 |
| Medalha de bronze | Bielorrússia | 170,997 |
| 4                 | Alemanha     | 169,848 |
| 5                 | Bulgária     | 169,435 |
| 6                 | Roménia      | 168,037 |
| 7                 | França       | 167,924 |
| 8                 | Itália       | 167,424 |